# Thelypteris amambayensis
Thelypteris amambayensis är en kärrbräkenväxtart som först beskrevs av Christ, och fick sitt nu gällande namn av Ponce. Thelypteris amambayensis ingår i släktet Thelypteris och familjen Thelypteridaceae. Inga underarter finns listade.